# Macarena Reyes
Macarena Rocío Reyes Meneses (San Fernando, Colchagua, 30 de marzo de 1984) es una atleta chilena, campeona nacional de salto de longitud, cuyo mayor triunfo a la fecha ha sido la obtención de la medalla de oro en el Campeonato Sudamericano de Atletismo 2013, disputado en Cartagena de Indias, Colombia, con un salto de 6.54 metros (+2.9 de viento). Su mejor marca son los 6,60 metros, conseguidos en Santiago de Chile el año 2012.

## Estudios e inicios en atletismo
Macarena Reyes comenzó a practicar atletismo a los nueve años de edad, en el Hans Christian Andersen de San Fernando, bajo la dirección de Roberto Díaz, quien entrenaba a los alumnos del colegio Inmaculada Concepción. En 1996 se creó el Club Génesis, al cual se incorporó junto a todos los jóvenes que se entrenaban con Díaz. Dos años después, con catorce años de edad, fue nominada para integrar la Selección Chilena de Atletismo, donde estuvo hasta 2001, obteniendo su equipo un segundo lugar en un campeonato sudamericano infantil, y saliendo campeona en 2000 en un Mundial Juvenil en las categorías de salto largo y salto triple. La misma Reyes asegura que su primera formación en su ciudad natal fue fundamental para su carrera profesional.
Más adelante estudió Nutrición y Dietética en la Universidad de Chile, en Santiago, al tiempo que continuó practicando como atleta de alto rendimiento, mientras acababa sus estudios.

## Carrera profesional
En 2003 fue campeona sudamericana Juvenil, y en 2013 obtuvo la medalla de oro en el Campeonato Sudamericano de Atletismo, celebrado en Cartagena de Indias, Colombia.

## Plusmarcas nacionales
Actualizado al 22 de julio de 2015.
| Categoría | Prueba       | Marca              | Fecha                 | Lugar           | Competición                                        |
| Adultos   | Adultos      | Adultos            | Adultos               | Adultos         | Adultos                                            |
| --------- | ------------ | ------------------ | --------------------- | --------------- | -------------------------------------------------- |
| Salto     | Salto largo  | 6,60 m (+0,9 m/s)  | 2 de junio de 2012    | Santiago, Chile | Campeonato Metropolitano Juvenil de Atletismo 2012 |
| Salto     | Salto triple | 13,31 m (+1,9 m/s) | 28 de octubre de 2011 | Santiago, Chile |                                                    |
| Sub-23    |              |                    |                       |                 |                                                    |
| Salto     | Salto triple | 12,89 (+1,0 m/s)   | 6 de junio de 2004    | Santiago, Chile |                                                    |